# Villa La Magia

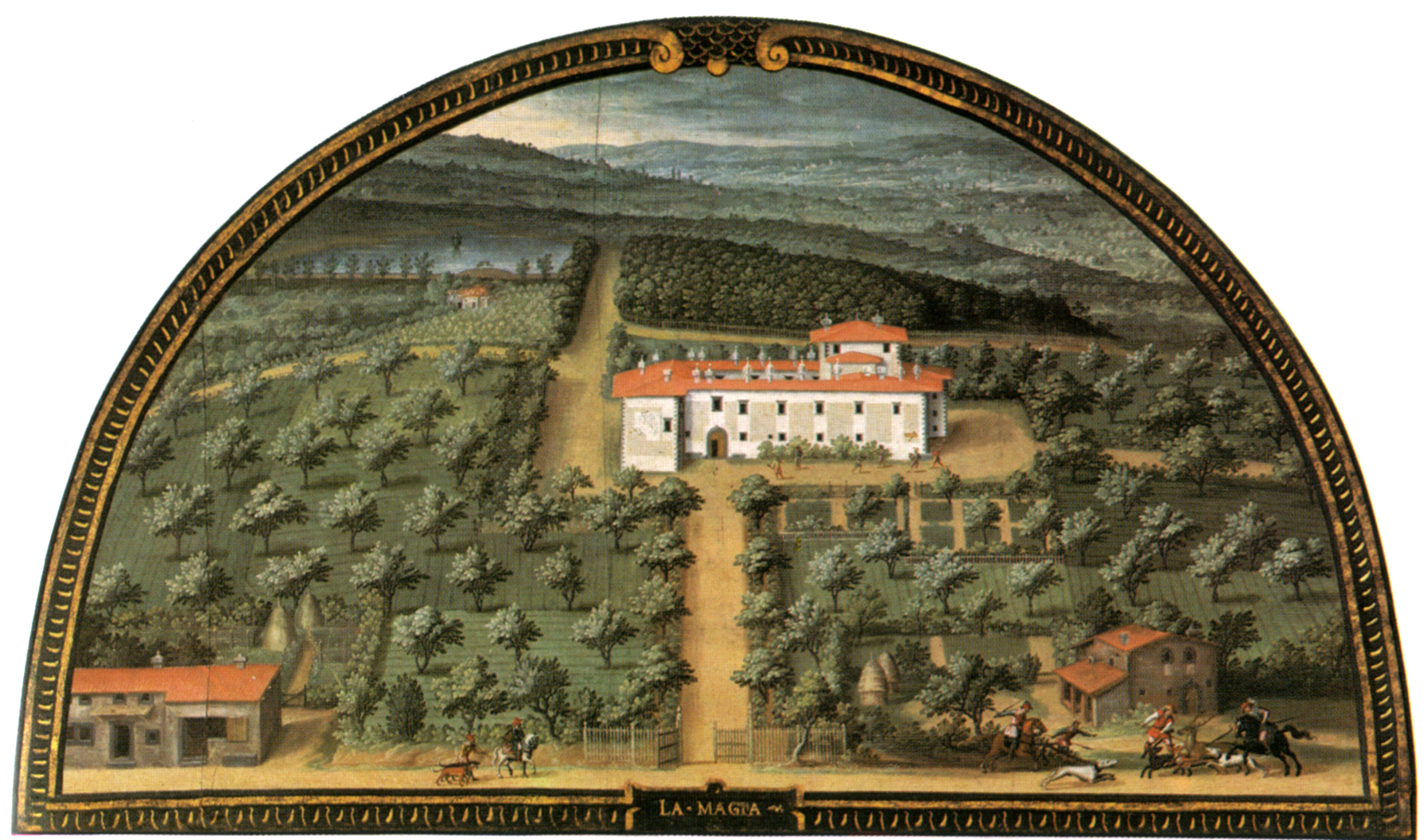
A Villa La Magia numa luneta de Giusto Utens, Museo di Firenze com'era, Florença.

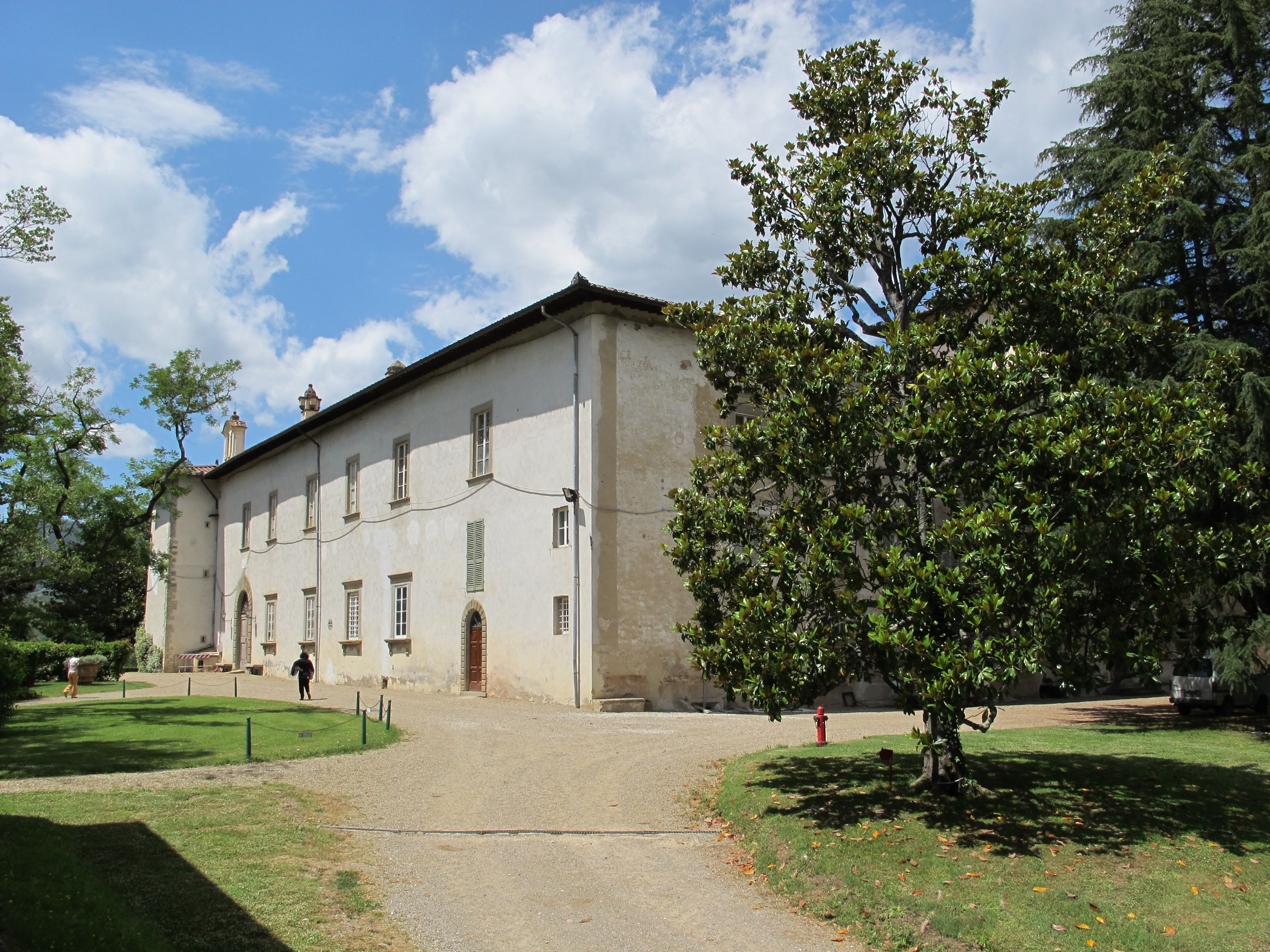
Villa La Magia

A Villa La Magia é uma villa italiana que se encontra no centro de Quarrata, Província de Pistoia, na Via Vecchia Fiorentina nº 63. Foi uma importante villa da Família Médici.

## História
O núcleo original da villa foi construído no século XIV pela família pistoiana dos Panciatichi, no vale do Ombrone, nas encostas setentrionais do Monte Albano, uma série de colinas que assinalam o extermo sul da planície que compreende Prato, Pistoia e a própria Florença.
Lugar de importância estratégica, desenrolou-se aqui, em 1536, um encontro histórico, por ocasião duma caçada, entre o Duque Alexandre de Médici e o Imperador Carlos V.
A porpriedade passou para os Médici somente em 1583, por interesse de Francisco I, que desejava aumentar gradualmente as propriedades da Casa no território do Grão-ducado.
A posição era particularmente favorável porque a propriedade de caça confinava com as das villas de Poggio a Caiano, Artimino, Ambrogiana e Montevettolini, num sistema de villas satélite em torno do Monte Albano.
Foi reestruturada por Bernardo Buontalenti, arquitecto da Corte, com um aspecto bastante simples em relação a outras villas da família. O edifício base tinha uma planta quadrangular, com dois corpos salientes e dois cantos diametralmente opostos, sem jardim mas circundado por um amplo parque, que hoje em dia foi parcialmente ebsorvido pelo crescimento de Quarrata.
Uma particularidade da villa era o lago quadrado com a margem murada (hoje coberto) com uma cabana, projectada pelo mesmo Buontalenti com a assistência de Davide Fortini e destinado à pesca e à caça de aves aquáticas.
Em 1585 os trabalhos já estavam concluídos. O Grão-duque seguinte, Fernando I de Médici, destinou-a, em 1645, a António de Médici, filho ilegítimo do seu irmão Francisco com Bianca Cappello. Fernando II vendeu-a a Pandolfo Attavanti, que transformou aquilo que era um pavilhão de caça numa verdadeira villa, com jardim à italiana com sebes geométricas e parterres, e com decorações a fresco executadas por Giovan Domenico Ferretti em 1715.
Em 1752 a villa passou para a família Ricasoli, e depois, em 1766, para os Amati, família que a manteve até à sua recente aquisição pela Comuna de Quarrata, que empreendeu uma obra de restauro para abri-la ao público.